# Agence spatiale roumaine
L'Agence Spatiale Roumaine (en roumain Agenția Spațială Română, abrégé en  ASR ou ROSA acronyme de la traduction en anglais Romanian Space Agency) est une institution publique roumaine chargée de la coordination des activités spatiales du pays. L'ASR a été créée en 1991 sous la forme d'un organisme indépendant rattaché au Ministère de la Recherche et de la Technologie devenu depuis le Ministère de l'Éducation, de la Recherche, de la Jeunesse et des Sports.

## Historique
La Roumanie est un pays doté d'une grande tradition aérospatiale avec plusieurs personnalités ayant joué un rôle de premier plan dans le domaine : 
- Conrad Haas (1509-1576) qui avait identifié plusieurs concepts appliqués par la suite aux fusées modernes : fusée multi-étages, ailettes, systèmes d'allumage.
- Traian Vuia (1882-1950) pionnier de l'aviation
- Henri Coandă (1886-1972) considéré par certains comme l'inventeur du premier avion à réaction
- Hermann Oberth (1894-1989) concepteur de fusées et théoricien du vol spatial.
- Elie Carafoli (1901-1983) pionnier de l'aérodynamique.

## Accords de coopération
L'Agence spatiale roumaine est devenu le 22 décembre 2012 le 17e membre le l'Agence spatiale européenne.  Elle participe par ailleurs à des programmes bilatéraux notamment avec l'agence spatiale française, le CNES, et avec la NASA.

## Rôle vis-à-vis des institutions internationales
L'ASR représente le gouvernement roumain dans un certain nombre d'organisations internationales œuvrant dans le domaine spatial comme le Committee on Space Research  et le Comité des Nations unies pour l'utilisation pacifique de l'espace extra-atmosphérique.